# Port lotniczy Røros
Port lotniczy Røros – krajowy port lotniczy położony w Røros. Jest jednym z największych portów lotniczych we wschodniej Norwegii.

## Linie lotnicze i połączenia
| Linia lotnicza | Kierunek                                |
| -------------- | --------------------------------------- |
| DAT            | 1. Oslo-Gardermoen (od 1 kwietnia 2024) |
| Widerøe        | 1. Oslo-Gardermoen (do 31 marca 2024)   |